# マーク・フィッシャー (作家)
マーク＝アンドレ・ポサン（Marc-André Poissant、1953年3月13日 - ）は、カナダの作家、スピーカー。マーク・フィッシャー (Marc Fisher) のペンネームで活動している。ケベック州モントリオール出身。
『成功の掟』や『ミリオネア』シリーズなどの自己啓発書や成功法則の本などで知られ、日本でも翻訳され出版されている。

## 作品
- 成功の掟 若きミリオネア物語
- 成功の絆 不思議な愛の物語
- ミリオネアの秘密―成功の掟
- 最高の人生をつかむために最低限なすべきこと
- 人生は最高の宝物 成功をつかむための物語
- すべてが奇跡に変わるとき
- ミリオネアの遺産
- ほんとうの愛と夢を手にした女性の物語
- クビ男 IT業界でリストラされた男を成功に導いた11の法則
- お金持ちになる人の心の法則
- 16歳 夢と奇跡のはじまりの場所